# Мелина (Савона)
Мелина је насеље у Италији у округу Савона, региону Лигурија.
Према процени из 2011. у насељу је живело 27 становника. Насеље се налази на надморској висини од 102 м.